# Perdicula argoondah
La perdicilla argundá (Perdicula argoondah) es una especie de ave galliforme de la familia Phasianidae endémica de la India. Tiene un aspecto muy similar a la perdicilla golirroja con la que coincide en gran parte de su área de distribución. Suele encontrarse en pequeños grupos, que con frecuencia pasan desapercibidos entre la vegetación hasta que uno se acerca y emprenden el vuelo de repente.